# Arquidiócesis de Rimouski
La arquidiócesis de Rimouski (en latín: Archidioecesis Sancti Germani y en francés: Archidiocèse de Rimouski) es una circunscripción eclesiástica latina de la Iglesia católica en Canadá, sede metropolitana de la provincia eclesiástica de Rimouski. La arquidiócesis tiene al arzobispo Denis Grondin como su ordinario desde el 4 de mayo de 2015. 

## Territorio y organización
La arquidiócesis tiene 20 225 km² y extiende su jurisdicción sobre los fieles católicos de rito latino residentes en la provincia de Quebec en las regiones de Bas-Saint-Laurent y Gaspésie–Îles-de-la-Madeleine.
La sede de la arquidiócesis se encuentra en la ciudad de Rimouski, en donde se halla la Catedral de San Germán.
En 2020 en la arquidiócesis existían 97 parroquias.
La arquidiócesis tiene como sufragáneas a las diócesis de: Baie-Comeau y Gaspé.

## Historia
La diócesis de Saint-Germain de Rimouski fue erigida el 15 de enero de 1867 con el breve Ex debito del papa Pío IX, obteniendo el territorio de la arquidiócesis de Quebec.
El 29 de mayo de 1882 cedió una porción de su territorio para la erección de la prefectura apostólica del Golfo de San Lorenzo (hoy diócesis de Baie-Comeau). 
El 5 de mayo de 1922 cedió otra porción de territorio para la erección de la diócesis de Gaspé mediante la bula Praedecessorum Nostrorum del papa Pío XI.
El 9 de febrero de 1946, en virtud de la bula Universi gregis del papa Pío XII, fue elevada al rango de arquidiócesis metropolitana.

## Estadísticas
De acuerdo al Anuario Pontificio 2021 la arquidiócesis tenía a fines de 2020 un total de 141 417 fieles bautizados.
| Año                                                                             | Población            | Población | Población      | Sacerdotes | Sacerdotes    | Sacerdotes    | Bautizados por sacerdote | Diáconos permanentes | Religiosos | Religiosos | Parroquias |
| Año                                                                             | Bautizados católicos | Total     | % de católicos | Total      | Clero secular | Clero regular | Bautizados por sacerdote | Diáconos permanentes | Varones    | Mujeres    | Parroquias |
| ------------------------------------------------------------------------------- | -------------------- | --------- | -------------- | ---------- | ------------- | ------------- | ------------------------ | -------------------- | ---------- | ---------- | ---------- |
| 1950                                                                            | 172 940              | 173 989   | 99.4           | 315        | 273           | 42            | 549                      |                      | 144        | 1033       | 115        |
| 1965                                                                            | 183 018              | 185 800   | 98.5           | 365        | 308           | 57            | 501                      |                      | 182        | 1472       | 119        |
| 1970                                                                            | 168 304              | 169 675   | 99.2           | 356        | 302           | 54            | 472                      |                      | 176        | 1329       | 115        |
| 1976                                                                            | 159 990              | 162 027   | 98.7           | 304        | 257           | 47            | 526                      |                      | 94         | 1172       | 119        |
| 1980                                                                            | 161 630              | 164 387   | 98.3           | 266        | 203           | 63            | 607                      | 1                    | 110        | 986        | 117        |
| 1990                                                                            | 158 828              | 163 181   | 97.3           | 229        | 166           | 63            | 693                      |                      | 106        | 885        | 117        |
| 1999                                                                            | 151 099              | 155 465   | 97.2           | 146        | 123           | 23            | 1034                     | 4                    | 67         | 747        | 118        |
| 2000                                                                            | 150 448              | 155 375   | 96.8           | 143        | 117           | 26            | 1052                     | 7                    | 71         | 731        | 118        |
| 2001                                                                            | 149 828              | 154 437   | 97.0           | 139        | 113           | 26            | 1077                     | 10                   | 66         | 731        | 118        |
| 2002                                                                            | 148 374              | 152 914   | 97.0           | 134        | 115           | 19            | 1107                     | 10                   | 57         | 688        | 118        |
| 2003                                                                            | 144 485              | 148 766   | 97.1           | 127        | 111           | 16            | 1137                     | 9                    | 54         | 667        | 114        |
| 2004                                                                            | 144 272              | 148 341   | 97.3           | 122        | 109           | 13            | 1182                     | 9                    | 53         | 643        | 114        |
| 2010                                                                            | 147 000              | 149 800   | 98.1           | 93         | 87            | 6             | 1580                     | 14                   | 29         | 564        | 105        |
| 2014                                                                            | 143 960              | 147 352   | 97.7           | 85         | 80            | 5             | 1693                     | 16                   | 22         | 495        | 103        |
| 2017                                                                            | 143 860              | 148 320   | 97.0           | 79         | 74            | 5             | 1821                     | 14                   | 23         | 453        | 97         |
| 2020                                                                            | 141 417              | 146 078   | 96.8           | 65         | 64            | 1             | 2175                     | 14                   | 8          | 405        | 97         |
| Fuente: Catholic-Hierarchy, que a su vez toma los datos del Anuario Pontificio. |                      |           |                |            |               |               |                          |                      |            |            |            |

## Episcopologio
- Jean-Pierre-François Laforce-Langevin † (15 de enero de 1867-6 de febrero de 1891 renunció[5])
- André-Albert Blais † (6 de febrero de 1891 por sucesión-23 de enero de 1919 falleció)
- Joseph-Romuald Léonard † (18 de diciembre de 1919-9 de noviembre de 1926 renunció[6])
- Georges-Alexandre Courchesne † (1 de febrero de 1928-14 de noviembre de 1950 falleció)
- Charles Eugène Parent † (2 de marzo de 1951-25 de febrero de 1967 renunció[7])
- Louis Lévesque † (25 de febrero de 1967 por sucesión-27 de abril de 1973 renunció)
- Joseph Gilles Napoléon Ouellet, P.M.E. † (27 de abril de 1973-16 de octubre de 1992 renunció)
- Bertrand Blanchet (16 de octubre de 1992-3 de julio de 2008 retirado)
- Pierre-André Fournier † (3 de julio de 2008-10 de enero de 2015 falleció)
- Denis Grondin, desde el 4 de mayo de 2015